# Monobloco
Monobloco es un "bloco" brasileño, siendo los "blocos" bandas de calle también conocidas como "blocos carnavalescos", un conjunto de personas que desfilan en carnaval de forma semi-organizada.
Monobloco en particular se desempeña durante el Carnaval en Río de Janeiro y es también un espectáculo de gira profesional.

## Estilo
A diferencia de la mayoría de los Blocos carnavalescos de Río de Janeiro, que suelen interpretar un solo tipo de música (generalmente de samba), Monobloco se ha vuelto extremadamente popular entre los jóvenes debido a su sonido "fresco", haciendo una combinación de diversos ritmos tales como coco, ciranda, marcha, xote, samba-charme, samba, funk-rock, reggae, así como sambas de carnaval. Continúa creciendo en popularidad cada año, y puede ser visto como un símbolo del resurgimiento de la popularidad de los blocos en el Carnaval de Río de Janeiro.

## Historia
El grupo fue formado por miembros de la banda de rock Pedro Luís e A Parede  Archivado el 12 de abril de 2010 en Wayback Machine. en 2000 como un proyecto de educación y sigue un curso de percusión de cada año. Sin embargo, la popularidad del grupo pronto dio lugar a la creación de una banda de giras profesionales, el Show de Monobloco, que ha viajado extensamente por todo Brasil y también internacionalmente.
Sus presentaciones públicas en Fundación Progresso , en Lapa, el distrito de clubes nocturnos del centro de Río de Janeiro, regularmente atraen hasta 4.000 espectadores pagos y aún más en las noches de los viernes previos a Carnaval. En estos programas el grupo se compone de más de 100 percusionistas, cantantes y un ukelele ("Cavaquinho"). Famosos músicos y cantantes se ofrecen a menudo a participar en esos programas como artistas invitados. El bloco se presenta de forma gratuita en la calle una vez al año y generalmente es en el barrio de Copacabana, en el domingo siguiente de carnaval, por lo que se dice que usualmente Monobloco "cierra" el Carnaval.
En 2006, la ciudad les pidió llevar a cabo a las 9, en vez de hacerlo más tarde en el día, para que pudiera ser menos la gente que vendría. Sin embargo, se atrajo a decenas de miles de personas a desfilar con ellos, bailando a lo largo de la carretera y la playa adyacente.
En 2007 se presentaron de nuevo a las 9am convocando a unas 80.000 personas y en 2008 200.000.
En 2009, la ciudad pidió al bloco que fuera al sector de negocios del centro, donde la presentación no molestaría a los ciudadanos durante el fin de semana. En esa oportunidad asistió una multitud estimada en 400.000 personas.
En 2002 el grupo publicó un CD del mismo nombre. Su segundo lanzamiento, un CD y DVD en vivo titulado "Monobloco Ao Vivo", grabado en octubre de 2006 y publicado en 2007, ha tenido un gran éxito.
El Show de Monobloco giró por el Reino Unido por primera vez en julio de 2007 y regresó en 2008 y 2009. También han realizado giras por Portugal, Dinamarca, Australia y Nueva Zelanda.

## Por qué "Monobloco"
Su nombre proviene del hecho de que, cuando se fundó, tenían la idea de grabar el sonido del bloco todo con un solo micrófono, por lo tanto, "mono"-bloco.